# 비니시우스와 통

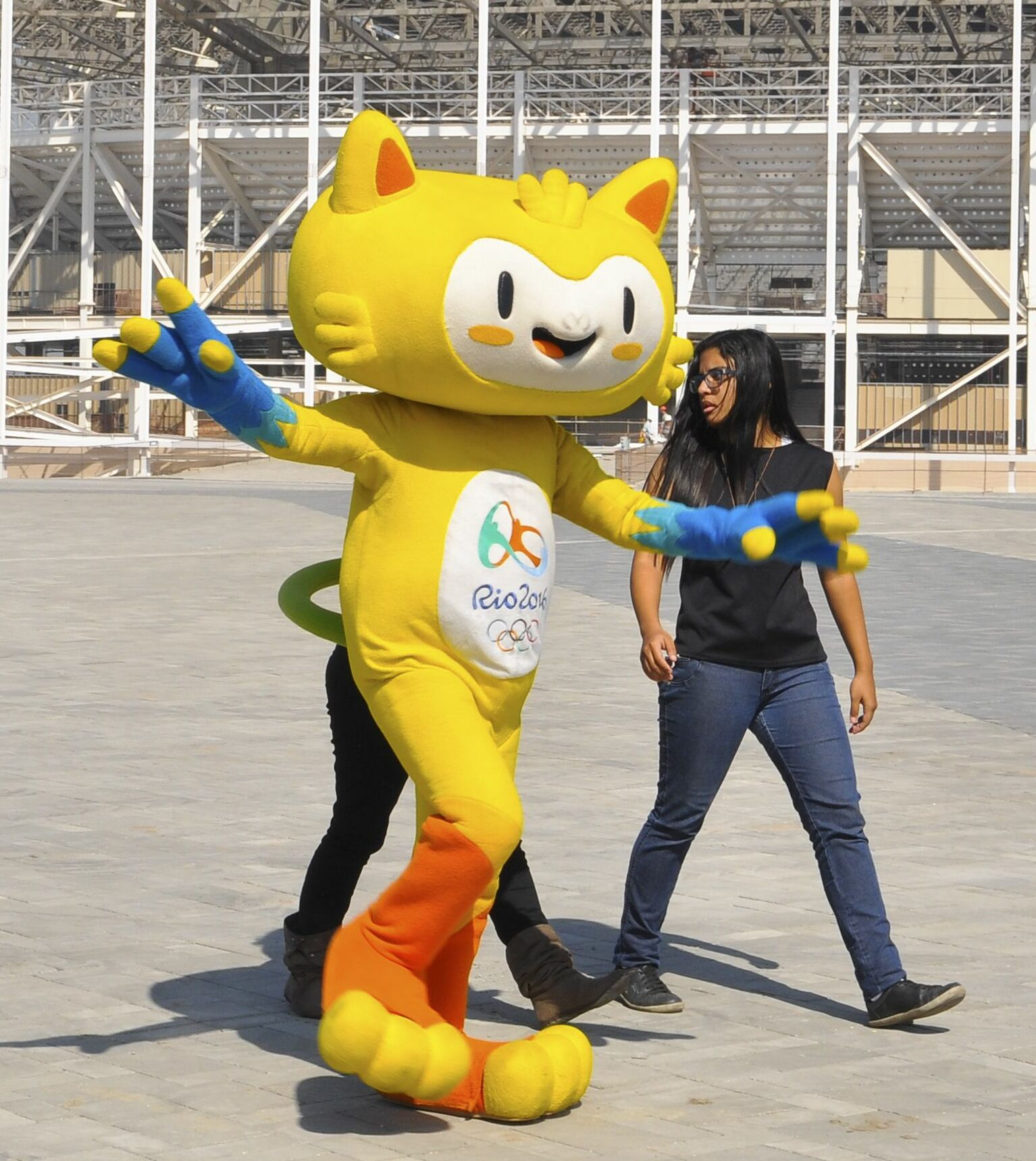
바하 다 치주카 올림픽 공원에 등장한 비니시우스의 모습

비니시우스(브라질 포르투갈어: Vinicius)와 통(브라질 포르투갈어: Tom)은 각각 2016년 하계 올림픽과 2016년 하계 패럴림픽의 마스코트이다.

## 역사
비니시우스와 통은 2014년 11월 23일에 이름 없이 공개되었다. 그 이후 마스코트들의 이름은 공개 투표로 결정되었다. '비니시우스와 통'이라는 이름은 총 323,327표를 받아 44%의 득표율을 기록하여, 2014년 12월 14일에 이 이름을 사용하기로 결정되었다. 다른 후보에는 '오바(Oba)와 에바(Eba)', '치바 투키(Tiba Tuque)와 이스킨징(Esquindim)'이 있었다.
리우데자네이루가 2016년 하계 올림픽을 개최하게 된 이후의 브라질 사람들의 기쁨으로부터 탄생했다고 하는, 마스코트의 허구적인 뒷이야기가 있다. 브랜드 이사인 베트 룰라(Beth Lula)는 올림픽 마스코트에 브라질의 문화와 사람들의 다양성을 반영하려는 의도가 있다고 밝혔다.
비니시우스는 음악가인 비니시우스 지 모라이스의 이름을 따 만들어졌다. 고양이의 민첩함, 원숭이의 움직임, 새의 우아함 등 동물의 특성을 따서 비니시우스를 디자인하였고, 이는 브라질의 야생 생물을 대표한다. 그리고 통은 통 조빙(안토니우 카를루스 조빙)의 이름을 따 만들어졌다. 통은 브라질 숲의 다양한 식물을 나타내고, 잎으로 이루어진 머리에서 어떠한 물건이든 꺼낼 수 있다. 또한, 항상 난관을 만들고 극복하기도 한다.

## 같이 보기
- 수호랑과 반다비
- 2014년 동계 올림픽 마스코트
- 웬록과 맨더빌
- 2010년 동계 올림픽 마스코트
- 푸와